# Sjöhare
Sjöhare (Aplysia punctata) är en vattenlevande snäckart som beskrevs av Cuvier 1803. Sjöhare ingår i släktet Aplysia och familjen sjöharar. Arten är reproducerande i Sverige. Inga underarter finns listade i Catalogue of Life.
Sjöhare har förr ansetts vara giftig 

## Bildgalleri

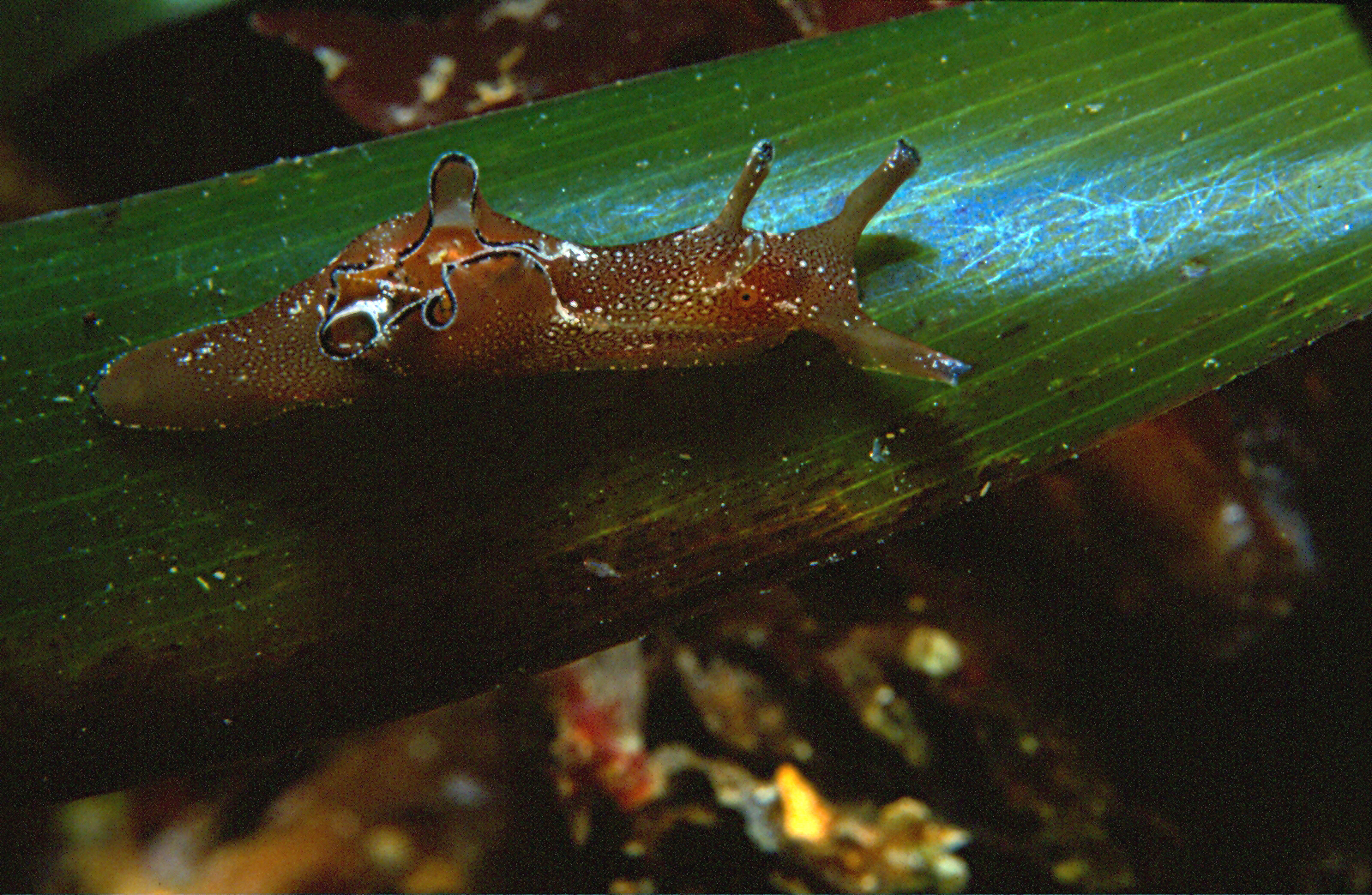
Juvenil sjöhare.
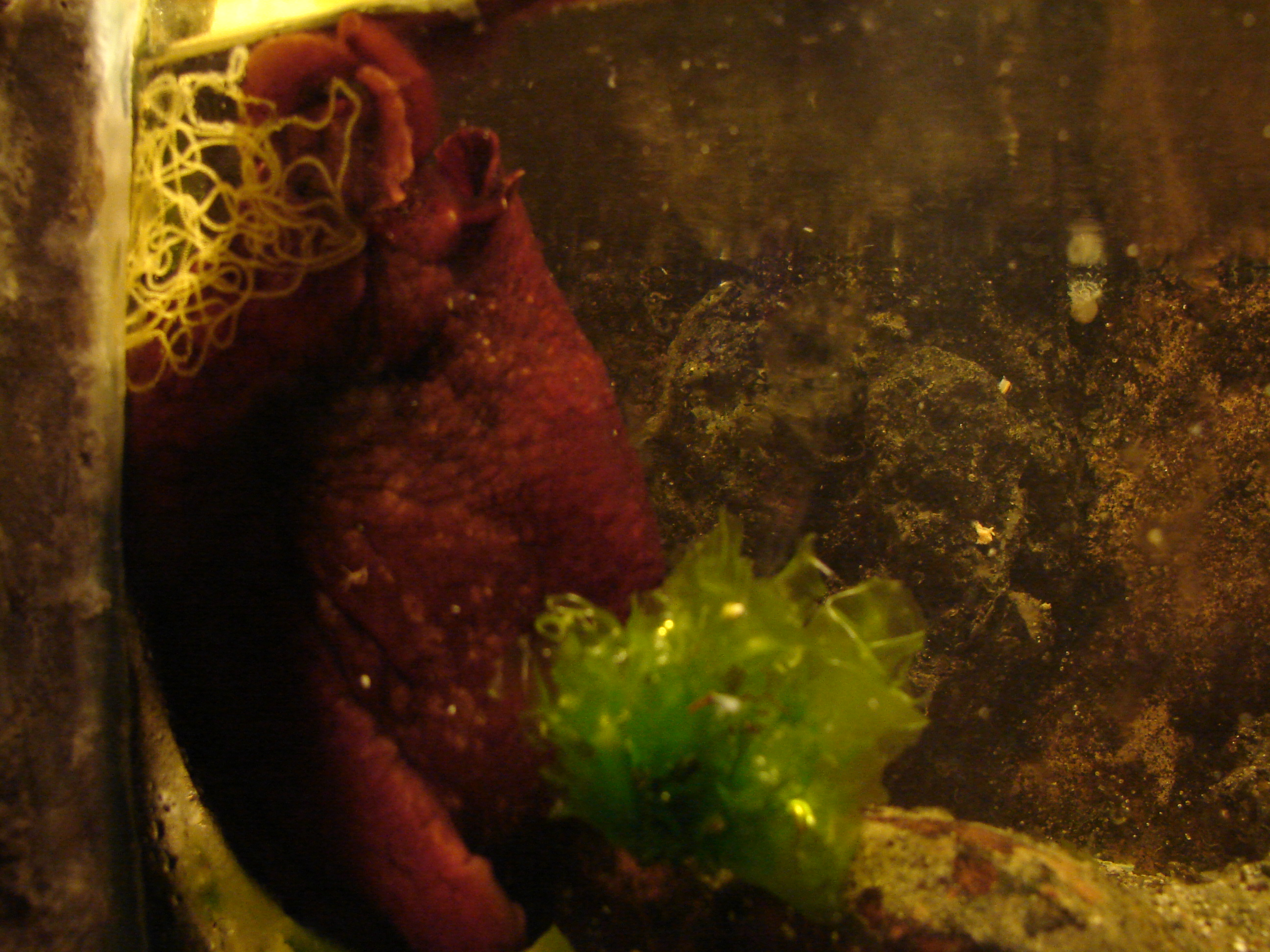